# متیو ویتاکر

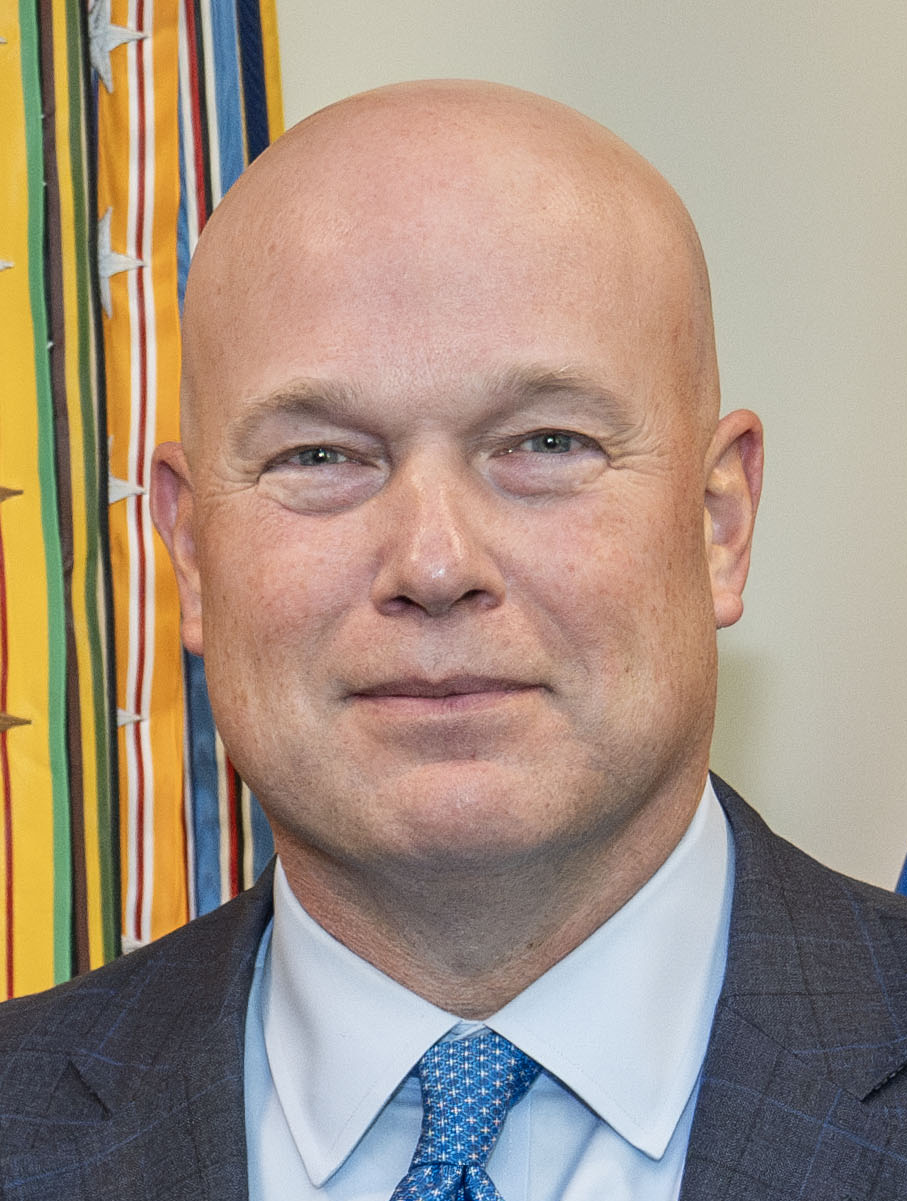
متیو ویتاکر

متیو جورج ویتاکر (به انگلیسی: Matthew George Whitaker؛ زادهٔ ۲۹ اکتبر ۱۹۶۹) سیاستمدار و وکیل آمریکایی است که به عنوان دادستان موقت ایالات متحده آمریکا از سال ۲۰۱۸ تا ۲۰۱۹ بوده‌است. وی بعد از استعفای جف سشنز در۷ نوامبر ۲۰۱۸ٰ، توسط دونالد ترامپ به این سمت گماشته شده بود.
در ۱۵ فوریه ۲۰۱۹ بعد از اینکه ویلیام بار در روز قبلش به عنوان دادستان کل ایالات متحده سوگند یاد کرده بود، مشاور ارشد معاون دادستان کل ایالات متحده آمریکا شد و تا زمان استعفای خود در ۲ مارس ۲۰۱۹ در این منصب بود.